# Auzon (Haute-Loire)
Auzon is een gemeente in het Franse departement Haute-Loire (regio Auvergne-Rhône-Alpes). De plaats maakt deel uit van het arrondissement Brioude. Auzon telde op 1 januari 2022 874 inwoners.

## Geografie
De oppervlakte van Auzon bedroeg op 1 januari 2022 16,96 vierkante kilometer; de bevolkingsdichtheid was toen 51,5 inwoners per km².

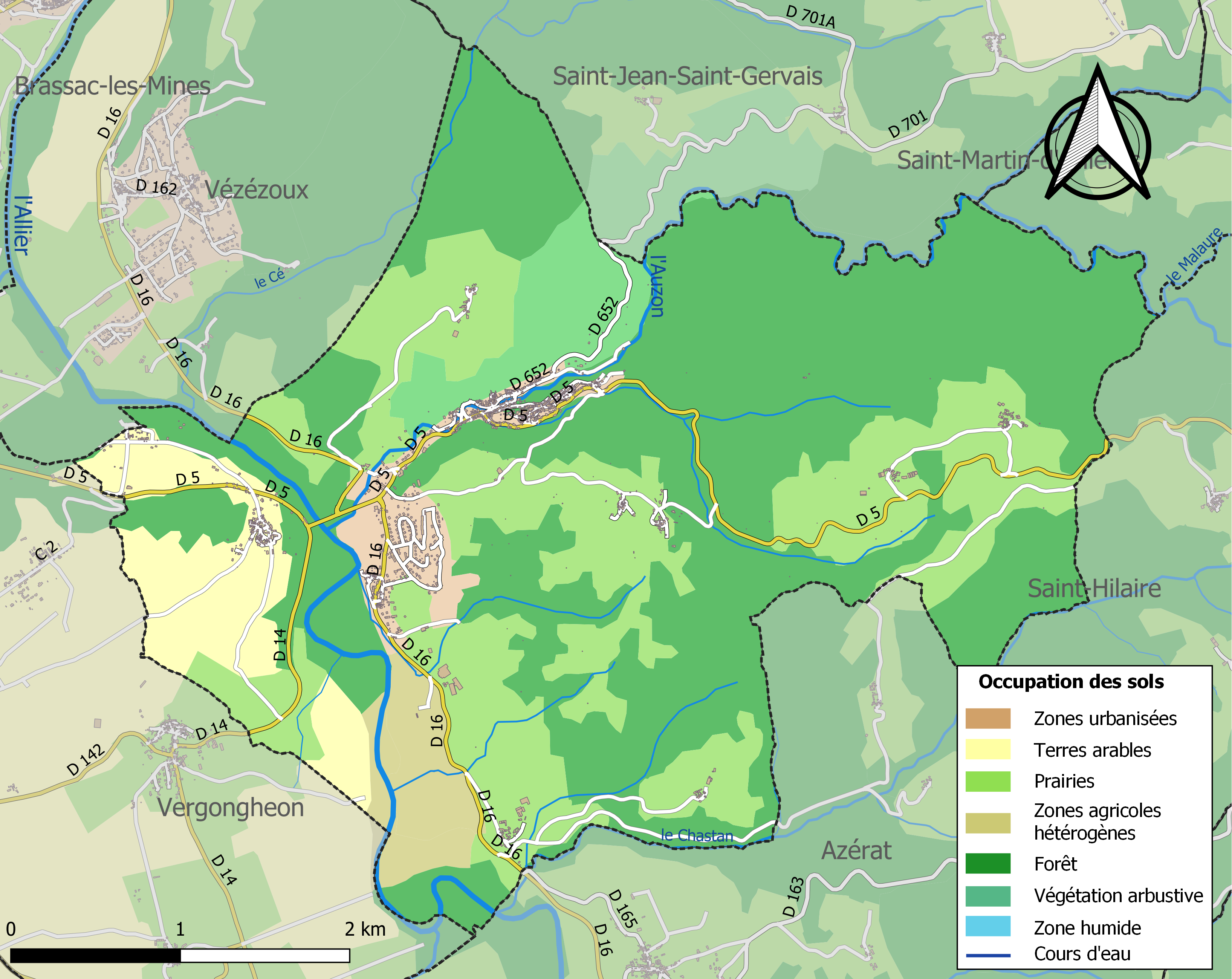
Kaart van de gemeente met de belangrijkste infrastructuur, bodemgebruik en omliggende gemeenten

## Demografie
Onderstaande figuur toont het verloop van het inwonertal (bron: INSEE-tellingen).